# Joana de Cardona i Manrique de Lara
Joana de Cardona i Manrique de Lara, Joana II de Prades o Joana I de Pallars Sobirà (c. 1500 - Sogorb, 28 d'agost de 1564) fou duquessa de Cardona, comtessa de Prades, vescomtessa de Vilamur, marquesa de Pallars Sobirà i senyora de la baronia d'Entença (1543-1564). Fou enterrada al monestir de Poblet.

## Biografia
Joana I de Cardona era la gran de quatre filles: Joana, Aldonça, Maria i Agnès. Com a filla gran, Joana heretà el comtat de Cardona. Es casà l'any 1516 amb Alfons d'Aragó, duc de Sogorb i comte d'Empúries. En els capítols matrimonials signats a Sogorb, el duc Ferran I Joan Ramon Folc de Cardona instituïa la seva filla gran com a pubilla de totes les terres i drets dels Cardona a menys que nasqués un fill. Al moment de casar-se, el pare la dotà amb 15.000 ducats i el seu espòs li donà en concepte d'esponsalici 10.000 ducats. El pare del nuvi, Enric d'Aragó, havia dotat aquest amb 20.000 ducats.
A la mort del pare, el 1543, Joana passà a ser duquessa de Cardona, marquesa de Pallars, comtessa de la Muntanya de Prades, vescomtessa de Vilamur, senyora de les baronies d'Entença, Arbeca, Juneda, Alcoletge, Cambrils, Ponts, Maldà i Agramunt entre altres títols.
Del seu matrimoni amb Alfons d'Aragó nasqueren quatre fills i nou filles. Tres dels nois i quatre filles moriren, alguns molt petits. Alfons tingué, a més, tres filles i tres fills d'altres amants.
Joana visità poques vegades Cardona. Vivia normalment en el fastuós castell d'Arbeca però viatjava per les seves possessions i feien freqüents estades a Barcelona. El seu marit i ella feren diversos viatges a Toledo, al convent de Santa Caterina, seguint la seva devoció a Sant Pere Pasqual. Gaudien d'una estreta amistat amb la monarquia amb la qual estaven emparentats.
La versió oficial estableix que Alfons de Sogorb morí al Monestir de Santa Maria del Puig l'any 1562 i que fou enterrat a Poblet. No obstant, hi ha la creença que Alfons morí al monestir de santa Caterina de Toledo, on es donà sepultura al cor, mentre que el cos fou traslladat a Poblet.
Una de les obligacions més grans que tingué Joana, juntament amb el seu marit, fou casar segons el rang que tenien les cinc filles que arribaren a adultes: Guiomar, la gran, es casà amb Frederic de Toledo, Joana amb Dídac Fernàndez de Còrdoba, Isabel amb Joan Jiménez de Urrea, Anna amb Vespasià Gonzaga Colona i Magdalena amb Dídac Hurtado de Mendoza. Francesc, l'únic fill supervivent, es casà amb Ángela de Cárdenas y de Velasco.
El dia 26 d'agost de 1564 feu testament. Instituí el fill Francesc hereu universal i feu generosos llegats a múltiples esglésies, especialment les de Cardona i les de la resta de les seves baronies. Recordà un per un els membres del servei de la casa, compost per una vuitantena de persones, anomenant-los i assignant-los una deixa, especialment a les criades i a les filles d'aquestes, per tal que fossin ben dotades al moment de prendre estat, tant si era casar-se com entrar en un convent. Aquesta deixa podia ser una renda de per vida o una quantitat determinada. Ordenà ser sepultada al monestir mercedari del Puig amb les restes dels seus fills Hernando, Maria i Gerònima. Manà que els diners que el rei devia a la Casa de Cardona fossin repartits entre les filles per completar els dots. En un codicil fet l'endemà assignà a la capella de la Mare de Déu del Miracle els diners suficients per ornamentar-la.
Joana morí el 30 d'agost i el seu cos fou dipositat davant l'altar de la capella major del monestir del Puig. El dia 2 de setembre, el convent demanà que s'enterrés el cadàver perquè les restes feien pudor.

## Família
Filla del duc Ferran I Joan Ramon Folc de Cardona i Francisca Manrique de Lara. Es casà en maig de 1516 amb Alfons d'Aragó, duc de Sogorb i Comte d'Empúries i van tenir:
- l'infant Ferran d'Aragó (1533), mort jove
- l'infant Alfons d'Aragó (1536-1550)
- l'infant Joan d'Aragó (1537), mort jove
- l'infant Francesc I d'Empúries (1539-1572), comte d'Empúries, duc de Cardona i Sogorb
- la infanta Guiomar d'Aragó (1540-1557), casada amb Frederic de Toledo, duc d'Alba
- la infanta Joana de Cardona (1542-1608), duquessa de Cardona i de Sogorb[2]
- la infanta Anna d'Aragó (?-1637
- la infanta Francesca d'Aragó, morta jove
- la infanta Beatriu d'Aragó, morta jove
- la infanta Isabel d'Aragó, casada amb Joan Ximenes de Urrea, comte d'Aranda
- la infanta Magdalena d'Aragó (?-1623)
- la infanta Maria d'Aragó, morta jove
- la infanta Jerònima d'Aragó, morta jove